# Стефані Петіт
Стефані Петіт (ісп. Stephanie Petit; нар. 25 серпня 1996) — колишня аргентинська тенісистка.
Найвищу одиночну позицію світового рейтингу — 525 місце досягла 12 лютого 2018, парну — 559 місце — 26 лютого 2018 року.
Здобула 4 парні титули туру ITF.

## Фінали ITF
| Турніри $25,000 |
| Турніри $15,000 |
| Турніри $10,000 |

### Одиночний розряд (0–4)
| Результат | Ранг | Дата            | Турнір                         | Покриття | Суперниця                | Рахунок          |
| --------- | ---- | --------------- | ------------------------------ | -------- | ------------------------ | ---------------- |
| Поразка   | 1.   | 2 квітня 2017   | ITF Кампінас, Бразилія         | Ґрунт    | Паула Крістіна Гонсалвеш | 4–6, 4–6         |
| Поразка   | 2.   | 28 травня 2017  | ITF Benavídez, Аргентина       | Тверде   | Каталіна Пелла           | 4–6, 1–6         |
| Поразка   | 3.   | 17 вересня 2017 | ITF Буенос-Айрес, Аргентина    | Ґрунт    | María Lourdes Carlé      | 6–2, 2–6, 6–7(5) |
| Поразка   | 4.   | 8 жовтня 2017   | ITF Вілья дель Діке, Аргентина | Ґрунт    | Фернанда Бріто           | 3–6, 2–6         |

### Парний розряд (4–6)
| Результат | Ранг | Дата            | Турнір                            | Покриття | Партнерка              | Суперниці                                    | Рахунок          |
| --------- | ---- | --------------- | --------------------------------- | -------- | ---------------------- | -------------------------------------------- | ---------------- |
| Поразка   | 1.   | 4 серпня 2013   | ITF Ла-Пас, Болівія               | Ґрунт    | Сара Хіменес           | Гвадалупе Морено Francesca Rescaldani        | 2–6, 2–6         |
| Перемога  | 1.   | 13 вересня 2013 | ITF Буенос-Айрес, Аргентина       | Ґрунт    | Флавія Гімарайнш Буену | Ванеса Фурланетто Кароліна Себальйос         | 6–2, 6–4         |
| Поразка   | 2.   | 8 грудня 2013   | ITF Сан-Жозе-дус-Кампус, Бразилія | Ґрунт    | Фернанда Бріто         | Едуарда Піай Надія Подороська                | 6–7, 5–7         |
| Поразка   | 3.   | 4 квітня 2014   | ITF Ліма, Перу                    | Ґрунт    | Кароліна Себальйос     | Тамара Чурович Яна Сізікова                  | 0–6, 4–6         |
| Поразка   | 4.   | 21 червня 2015  | ITF Мансанільйо, Мексика          | Тверде   | Bárbara Gatica         | Зое Гвен Скандаліс Рената Сарасуа            | 1–6, 2–6         |
| Поразка   | 5.   | 27 вересня 2015 | ITF San Carlos, Аргентина         | Ґрунт    | Bárbara Gatica         | Марія Фернанда Альварес Теран Каталіна Пелла | 2–6, 0–6         |
| Перемога  | 2.   | 17 квітня 2016  | ITF Лінс, Бразилія                | Ґрунт    | Bárbara Gatica         | Паула Ормаечеа Constanza Vega                | 7–5, 6–3         |
| Поразка   | 6.   | 8 травня 2016   | ITF Villa María, Аргентина        | Ґрунт    | Bárbara Gatica         | Кароліна Мелігені Алвіс Constanza Vega       | 1–6, 6–7(4)      |
| Перемога  | 3.   | 28 травня 2017  | ITF Benavídez, Аргентина          | Тверде   | Bárbara Gatica         | Naomi Totka Madison Bourguignon              | 6–2, 7–6(1)      |
| Перемога  | 4.   | 17 грудня 2017  | ITF Санта-Крус, Болівія           | Ґрунт    | Вікторія Босіо         | Фернанда Бріто Каміла Джангреко Кампіс       | 7–5, 2–6, [10–8] |